# NOAA 임관 장교단
NOAA 임관 장교단은 미국 해양대기청의 산하 기관으로 운영되는 미국의 정부 기관이다.

## 설명
NOAA 임관 장교단은 미국의 8개 연방 제복 서비스 중 하나이며 상무부의 감독을 받는 과학 기관인 미국 해양대기청(NOAA) 산하에서 운영된다. NOAA 군단은 과학적, 기술적으로 훈련된 장교들로 구성되어 있다. NOAA 임관 장교단과 미국 공중 보건 서비스 위탁 군단은 미국의 사병 또는 영장 장교 계급이 없는 임관 장교로만 구성된 유일한 미국 제복 서비스이다. NOAA 군단의 주요 임무는 해양 상태를 모니터링하고 주요 수로를 지원하며 대기 상태를 모니터링하는 것이다. NOAA 임관 장교단은 1917년 5월 22일에 미국 해안 및 측지 조사단(United States Coast and Geodetic Survey Corps)이 설립된 이래로 그기원을 거슬러 올라가며 이날을 NOAA 임관 장교단의 공식 설립일로 인정한다.

## 같이 보기
- 미국 해양대기청
- 미국